# Tra (họ)
Tra (chữ Hán: 查, bính âm: Zhā) là một họ của người Trung Quốc. Họ Tra xếp thứ 181 trong danh sách Bách gia tính. Họ Tra xuất hiện từ thời nhà Đường, Tống cho đến nay.
Họ Tra là một danh gia vọng tộc nổi tiếng ở vùng Giang Nam.
Trong phủ họ Tra, hoàng đế Khang Hy từng ngự bút các tấm biển "Đạm Viễn Đường", "Kính Nghiệp Đường", "Hạ Thụy Đường" và câu liễn "Đường Tống dĩ lai cự tộc, Giang Nam hữu số nhân gia" (Tộc lớn từ đời Đường Tống đến nay, Đất Giang Nam có được mấy nhà).

## Những người Trung Quốc họ Tra nổi tiếng
- Nhà văn Kim Dung (tên thật là Tra Lương Dung)